# 全盧民
全盧民（韓語：전노민，1966年8月28日—），或譯全努忞，本名全在龍，韓國男演員。

## 個人生活
2003年於MBC電視劇《聖女和魔女》與金甫娟結識，克服9歲年齡差後於2004年6月結婚，兩人皆是再婚。2012年，全盧民在2008年開始的濁酒事業不佳而欠下債務，由此產生矛盾而導致離婚。

## 影視作品

### 電視劇
- 2003年：MBC《聖女與魔女》
- 2004年：SBS《小島老師》
- 2005年：MBC《我們結婚吧》
- 2006年：SBS《愛情與野望》飾演 張洪朝
- 2007年：MBC《壞女人好女人》飾演 金泰賢
- 2008年：MBC Dramanet《前妻住在隔壁》
- 2008年：KBS《最強七友》飾演 閔承國
- 2008年：SBS《家門的榮光》飾演 河修英
- 2008年：SBS《鴨綠江在流淌》（特別劇）
- 2009年：MBC《善德女王》飾演 薛原
- 2011年：MBC《Royal Family》飾演 嚴奇濤
- 2011年：MBC《階伯》飾演 成忠
- 2011年：SBS《樹大根深》飾演 鄭道光（客串）
- 2011年：Channel A《蔬菜店的小夥子》飾演 慕仁凡
- 2012年：MBC《武神》飾演 文大
- 2012年：JTBC《Love Again》飾演 鄭善圭
- 2012年：SBS《追擊者 THE CHASER》飾演 徐英旭
- 2012年：KBS《新娘面具》飾演 覃思利
- 2012年：SBS《五指》飾演 金正旭
- 2012年：MBC《馬醫》飾演 姜道準（客串）
- 2012年：SBS《清潭洞愛麗絲》飾演 張明浩（客串）
- 2012年：KBS《我的女兒㥠榮》飾演 裴永澤（客串）
- 2013年：tvN《Nine：九回時間旅行》飾演 朴正宇
- 2013年：MBC《龜巖許浚》飾演 朝鮮宣祖
- 2013年：JTBC《她的神話》飾演 崔修浩
- 2013年：MBC《Medical Top Team》飾演 金泰衡
- 2013年：MBC《Drama Festival－搜查部班長－保護王祖賢》飾演 仲植父
- 2014年：tvN《魔女的戀愛》飾演 金正圖
- 2014年：KBS《布穀鳥巢》飾演 裴燦植
- 2014年：tvN《三劍客》飾演 崔鳴吉
- 2014年：JTBC《下女們》飾演 國裕
- 2015年：KBS《Who Are You－學校2015》飾演 孔在豪
- 2015年：SBS《歸來的黃金福》飾演 姜泰重
- 2015年：SBS《六龍飛天》飾演 洪仁邦
- 2016年：SBS《對，就是那樣》
- 2016年：tvN《記憶》飾演 李贊茂
- 2016年：SBS《戲子》飾演 李俊碩
- 2016年：MBC《重新開始》飾演 李泰成
- 2017年：MBC《三色幻想－戒指的女王》飾演 毛中憲
- 2017年：MBC《君主－假面的主人》飾演 韓圭鎬
- 2017年：MBC《醫療船》飾演 金道勳
- 2017年：KBS《我的黃金光輝人生》飾演 崔宰成
- 2017年：SBS《疑問的一勝》飾演 陳正吉
- 2017年：KBS 《魔女的法庭》飾演 宋次長
- 2018年：MBC《秘密與謊言》飾演 申明俊
- 2018年：KBS《Suits》飾演 吳炳旭
- 2018年：MBC《生死決斷羅曼史》
- 2019年：SBS《醫生耀漢》飾演 姜伊洙
- 2020年：JTBC《梨泰院Class》飾演 都中明（客串）
- 2020年：SBS 《The King：永遠的君主》 飾演 崔基泰（客串）
- 2020年：JTBC 《Live On》 飾演
- 2021年：TV朝鮮《結婚作詞，離婚作曲》飾演 朴海侖
- 2021年：TV朝鮮《結婚作詞，離婚作曲2》飾演 朴海侖
- 2021年：JTBC《只一人》飾演 具智表的爸爸
- 2022年：tvN《Kill Heel》飾演 崔仁國
- 2021年：TV朝鮮《結婚作詞，離婚作曲3》飾演 朴海侖
- 2022年：tvN《柔美的細胞小將2》飾 劉八筆的爸爸（特別出演）
- 2022年：KBS《依法相愛吧》飾演 金承雲
- 2023年：KBS《綠洲》飾演 黃忠誠
- 2023年：TV朝鮮《榴蓮小姐》飾演 段至強／金進士
- 2023年：MBC《第三次結婚》飾演 王齊國
- 2023年：MBN《完美的結婚公式》飾演 韓振雄

### 電影
- 2003年：《變態輪迴》
- 2010年：《The Influence》
- 2011年：《我們身邊的犯罪》
- 2011年：《與敵同寢》
- 2014年：《Welcome》
- 2016年：《偉大的願望（朝鲜语：위대한 소원）》飾演 高浣的爸爸
- 2019年：《妓院公子（朝鲜语：기방도령）》飾演 老年許穡

## 獲獎
- 2006年：SBS演技大賞－連續劇部門 配角獎
- 2010年：第19屆釜日電影賞－最佳服裝獎
- 2017年：第10屆韓國電視劇節 - 男子優秀賞
- 2018年：MBC演技大獎－連續劇部門 助演獎

## 經歷
- 2009年：雪嶽電影節宣傳大使
- 2009年：慶尙北道觀光宣傳大使
- 2011年：第11屆首爾國際青少年電影節宣傳大使

## 外部連結
- NAVER（页面存档备份，存于）